# Bistabil
Bistabil, (eng. flip-flop), je sekvencijalni sklop digitalne elektronike koji može zapamtiti podatak veličine jedan bit. Elektronički gledano radi se o bistabilnom multivibratoru, tj. o sklopu koji ima dva stabilna stanja (kojima pridajemo značeǌe logičke 0 i 1). Bistabili u osnovnoj izvedbi, zvanoj SR-bistabil, imaju dva ulaza i dva izlaza, no postoje i složenije izvedbe koje imaju i do pet ulaza (poput MS-bistabila, engl. master-slave flip-flop). Neki od tih ulaza mogu reagirati na logičko staǌe na ǌima, dok neki reagiraju na promjenu staǌa. Ulazni impulsi koji se dovode bistabilu se znaju nazivati i okidni impulsi. Ulazi se označavaju ovisno o vrsti bistabila, dok se izlazi označavaju s {\displaystyle Q} (logičko stanje bistabila) i {\displaystyle {\overline {Q}}} (logički komplement izlaza {\displaystyle Q}). Promjena iz jednog stabilnog stanja u drugo naziva se okidanje bistabila. 
Bistabile možemo podijeliti u dvije osnovne skupine i to na asinkrone i sinkrone bistabile. Asinkroni bistabili imaju svojstvo da reagiraju na promjenu impulsa čim se pojavi na ulazu u sklop, što daje pogrešan rezultat kada se ulazni impulsi ne dovode istovremeno na ulaz. Sinkroni bistabil je verzija asinkronog koji ima dodatni ulaz (CLK, od eng. clock) na koji se dovode sinkronizacijski impulsi konstantne frekvencije tako da bistabil mijenja stanje na promjenu okidnog impulsa.
Bistabil su 1919. godine napravili William Eccles i F. W. Jordan i bio je izveden iz dvije elektronske cijevi koje su nakon izuma tranzistora 1947. godine zamijenjene istim. 

## SR-bistabil
SR-bistabil ima dva ulaza S i R po kojima je i dobio ime. Ulaz S se naziva set (eng. set - postaviti), dok je ulaz R reset (eng. reset - poništiti). 
Način rada možemo opisati riječima kao: 
Postavljanjem ulaza S u logičko stanje 1, a ulaza R u logičko stanje 0 izlaz Q se postavlja u stanje 1, a izlaz Q' u stanje 0. Ako se na ulaz S dovede logička 0, a na ulaz R logička 1 na izlazu Q se dobije logička 0, a na izlazu Q' logička 1.
Ako se na ulaze S i R istovremeno dovedemo logičku 0 ili logičku 1 tada se radi o zabranjenoj kombinaciji koja uzrokuje nepredviđeno stanje na izlazu.
Stanje bistabila se opisuje jednadžbom stanja:
{\displaystyle Q_{n+1}=S+Q_{n}{\overline {R}}}
pri čemu je potrebno uvesti i dodatnu jednadžbu koja eliminira zabranjene kombinacije:
{\displaystyle SR_{}=0}.
Gdje je:
{\displaystyle Q_{n}} - stanje izlaza u trenutku promatranja
{\displaystyle Q_{n+1}} - stanje izlaza u sljedećem trenutku
Najčešći način zapisivanja rada bistabila je korištenjem tablice stanja:
| S | R | Qn | Qn+1       |
| 0 | 0 | 0  | 0          |
| 0 | 0 | 1  | 1          |
| 0 | 1 | X  | 0          |
| 1 | 0 | X  | 1          |
| 1 | 1 | X  | neodređeno |

## JK-bistabil
JK-bistabil se od SR-bistabila razlikuje samo po tome što nema zabranjenih stanja, odnosno stanja u kojima su ulazi J i K logički isti daju na izlazu stanja koja ovise i o prethodnim stanjima bistabila. Kod JK-bistabila se uvodi i treći ulaz CLK koji služi za sinkronizaciju.
Jednadžba stanja JK-bistabila glasi:
{\displaystyle Q_{n+1}=J{\overline {Q}}_{n}+{\overline {K}}Q_{n}}
Sažeta tablica stanja JK-bistabila:
| J | K | Qn+1                                                   |
| 0 | 0 | Qn (izlaz ostaje isti)                                 |
| 0 | 1 | 0                                                      |
| 1 | 0 | 1                                                      |
| 1 | 1 | {\displaystyle {\overline {Q}}_{n}} (izlaz se mijenja) |

Svoj naziv ova vrsta bistabila dobila je po inicijalima autora Jacka Kilbyja.

## T-bistabil
T-bistabil je verzija JK-bistabila kod kojega su ulazi J i K međusobno spojeni tako da postoji samo jedan logički ulaz T. T-bistabil ima i još jedan ulaz CLK. Spojimo li ulaz T na logičku jedinicu dobivamo sklop koji mijenja logičko stanje na impuls CLK čime se na izlazu T-bistabila dobiva niz impulsa dvostruko manje frekvencije od frekvencije CLK. Upravo zbog svojstva promjene stanja (eng. toggle - prebacivati), je i T-bistabil dobio ime.
Jednadžba stanja T-bistabila:
{\displaystyle Q_{n+1}=T{\overline {Q}}_{n}+{\overline {T}}Q_{n}}.
Tablica stanja T-bistabila:
| T | Qn+1                                |
| 0 | {\displaystyle Q_{n}}               |
| 1 | {\displaystyle {\overline {Q}}_{n}} |

## D-bistabil
D-bistabil je modifikacija SR-bistabila koja se dobije tako da se ulazna varijabla spoji direktno na ulaz S, dok se na ulaz R dovede invertirani ulaz. D-bistabil jednostavno samo upisuje (odnosno daje na izlazu) podatak koji mu je dan na ulazu, pa ga zbog toga možemo promatrati kao elementarnu česticu za memoriranje jednog bita, ili kao element za kašnjenje ako uključimo i ulaz CLK. Upravo zbog ovih svojstava (eng. data - podatak i eng. delay - kašnjenje) bistabil je i dobio ime D-bistabil.
Jednadžba stanja D-bistabila:
{\displaystyle Q_{n+1}=D}.
Sažeta tablica stanja D-bistabila:
| D | Qn+1 |
| 0 | 0    |
| 1 | 1    |